# Comuna Soldatske, Velîka Pîsarivka
Soldatske (în ucraineană Солдатське) este o comună în raionul Velîka Pîsarivka, regiunea Sumî, Ucraina, formată din satele Kramceanka și Soldatske (reședința).

## Demografie
Componența lingvistică a comunei Soldatske
     Rusă (89,68%)
     Ucraineană (9,79%)
     Alte limbi (0,09%)
Conform recensământului din 2001, majoritatea populației comunei Soldatske era vorbitoare de rusă (89,68%), existând în minoritate și vorbitori de ucraineană (9,79%).